# Leona Lewis
Leona Louise Lewis (født 3. april 1985 i London) er en engelsk sangerinde.
Lewis blev den første kvindelige vinder af The X Factor i 2006. Med sejren måtte hun frigive sin debutsingle "A Moment Like This" (et cover af Kelly Clarksons første hit, skrevet af Jörgen Elofsson), som senere blev udgivet på debutalbummet Spirit i 2007. Sangen blev meget godt modtaget og blev omtalt som årets julesingle.
Singlen hun er bedst kendt for er "Bleeding Love", der kom ud i 2007, den blev en bestseller i Storbritannien og mange andre steder rundt om i verden.

## Diskografi
- Spirit (2007)
- Echo (2009)
- Glassheart (2012)
- Christmas, with Love (2013)
- I Am (2015)

## Turnéer
Med andre
- The X Factor Live Tour (2007)

Som hovednavn
- The Labyrinth (2010)
- Glassheart Tour (2013)
- I Am Tour (2016)
- Christmas with Love Tour (2023)

Som support
- All the Hits Live (Very special guest of Gary Barlow) (2021)